# Jean-François Rousseau
Pour les articles homonymes, voir Rousseau.
Jean-François Xavier Rousseau, dit Rousseau de Perse, né le 16 octobre 1738 à Ispahan en Iran et mort le 12 mai 1808 à Alep, est un orientaliste français.

## Biographie
Jean-François Rousseau était le fils de Jacques Rousseau (1683-1753) et de Reine de l’Estoile. Son père, horloger originaire de Genève, faisait partie de l’ambassade envoyée à Ispahan, par Louis XIV en 1708. Il devint joaillier du shah, à l’époque où son cousin germain Isaac Rousseau, père de l’écrivain Jean-Jacques Rousseau, était joaillier-horloger du sultan à Constantinople (1705-1711). Jacques Rousseau est mort à Ispahan, où sa pierre tombale se trouve dans le cimetière chrétien (arménien) de la ville. 
À partir de 1757, Jean-François Rousseau est sous-directeur de l’agence de la Compagnie des Indes à Bassora, tout en effectuant des missions diplomatiques et commerciales en Perse. Après la mort du directeur de cette agence, Claude Pirault, il occupe les fonctions de cette agence, sans en avoir le titre, et défend les intérêts de la France avec succès, aussi bien vis-à-vis de l’Empire ottoman que de la Perse, et protège au mieux les résidents français. Il acquiert le manuscrit arabe, le grand Almageste du célèbre Nassir ed-din Al-Thoussy, ayant appartenu à Simon de Verville.
En 1772, il épouse Anne-Marie Sahid, fille de l’interprète Joseph Sahid, originaire d’Ispahan. Venu pour la première fois en France à la fin de l’année 1780, il en repart avec le titre de consul à Bassora au début de l’année 1782. Il est accompagné du botaniste André Michaux et retrouve à Alep, l’abbé Pierre-Joseph de Beauchamp, astronome et vicaire général de Babylone. Tous trois feront le voyage d’Alep à Bagdad en caravane en septembre et octobre 1782. À partir de 1783, Rousseau devient aussi consul de Bagdad, ce consulat ayant été rattaché à celui de Bassora.
Jean-François Rousseau était un grand orientaliste, parlant l’arabe, le perse, le turc et l’arménien, ainsi que le portugais, l’italien, l’anglais et, bien sûr, le français.
Son fils, Joseph Rousseau, lui succédera comme consul à Bassora en 1805, puis consul général à Alep et près la régence de Tripoli. 